# Jean-Pierre Berlingen
Jean-Pierre Berlingen (* 1940; † 2018) war ein französischer Dirigent mit einer Vorliebe für Trompetenkonzerte der Früh- und Wiener Klassik. Unter seiner Leitung sind mehrere CD-Aufnahmen mit dem Trompeter Maurice André und dem Ensemble Orchestral de Normandie (Normandie-Orchester) entstanden.